# Петър Ангелов (ВМРО)
 Тази статия е за войводата на ВМРО.  За войводата на ВМОРО вижте Петър Ангелов (ВМОРО).  
Петър Ангелов е български революционер, преспански войвода на Вътрешната македонска революционна организация.

## Биография
Ангелов е роден в 1895 година в преспанското село Гражден, тогава в Османската империя, днес в Гърция. В 1912 година емигрира в Америка, но се завръща при избухването на Балканската война и се записва доброволец в Българската армия. След края на Първата световна война участва във възстановяването на революционната организация - четник е при Илия Дигалов, а след смъртта му в 1922 година става преспански войвода с 16 четници. В 1924 година е в отряда на Георги Попхристов. През пролетта на 1925 година преминава река Вардар заедно с четите на Илия Которкин, Андон Попщерев, Тале Андонов и Наум Йосифов с куриерска чета на Христо Андонов. През 1926 година е в Западна Македония с чета в състав Петър Трайков, Никола Гушлев, Лазар Христов и Коста Бичинов, но при изтеглянето си в Албания са задържани от албанските власти. Петър Ангелов престоява 6 месеца в затвора, след което се връща в България през Италия. През 1928 година е преспански войвода.
След убийството на Александър Протогеров през 1928 година е на страната на протогеровистите. През 1929 година участва в акция при навлизането в Западна Македония с Петър Шанданов, Пецо Трайков, Кръстан Поптодоров, Мице Чегански, Георги Попхристов и други. При изтеглянето им в Албания води разговори с американски офицери, интересуващи се от македонското освободително движение. Петър Ангелов е убит в 1932 година в Хасково от привърженици на Иван Михайлов.
Кирил Пърличев пише за него: 
| „ | Петър Ангелов, един от малкото останали войводи през последните десет години, бе убит в Хасково, понеже както се оправдаваха убийците - въпреки декларацията му, че се оттегля, изменил с последното си влизане в Македония (през 1929 г. с Попхристов), а след връщането си в Хасково „конспирирал“ против „патриотите“. | “ |